# Caimin Douglas
Caimin Christian Douglas (Rosmalen, 11 maggio 1977) è un ex velocista olandese.

## Palmarès
| Anno | Manifestazione  | Sede     | Evento      | Risultato | Prestazione | Note |
| ---- | --------------- | -------- | ----------- | --------- | ----------- | ---- |
| 2000 | Giochi olimpici | Sydney   | 100 m piani | Batteria  | 10"69       |      |
| 2003 | Mondiali        | Parigi   | 4x100 m     | Bronzo    | 38"87       |      |
| 2006 | Europei         | Göteborg | 4×100 m     | 8º        | 39"64       |      |
| 2009 | Mondiali        | Berlino  | 4x100 m     | Batteria  | 38"95       |      |